# Insufficienza cardiaca con frazione di eiezione preservata
L'insufficienza cardiaca con frazione di eiezione preservata (ICFEp; in inglese HFpEF: heart failure with preserved ejection fraction) è una sindrome che coinvolge quasi la metà dei pazienti con insufficienza cardiaca. Tale definizione è preferibile a “insufficienza cardiaca diastolica”, poiché le alterazioni che vi si riscontrano non sono limitate alla sola diastole o alla sola sistole. 
La ICFEp potrebbe essere definita:
- segni o sintomi di scompenso cardiaco congestizio
- funzione sistolica ventricolare sinistra (VS) normale o lievemente ridotta
- presenza di disfunzione diastolica

Sebbene sia stato riportato che la percentuale di pazienti ospedalizzati per insufficienza cardiaca (IC) con frazione di eiezione (FE) conservata, oscilli fra il 24% e il 55%, non siamo in grado di affermare che tale situazione sia un vantaggio in termini di mortalità: infatti almeno sino ad oggi, gli studi clinici controllati randomizzati non hanno evidenziato differenze significative in confronto allo scompenso cardiaco con disfunzione sistolica prevalente

## Fisiopatologia

Ciclo cardiaco

La ICEFp origina da un disturbo del rilasciamento o distensibilità del ventricolo sinistro, che per tale motivo necessita di elevate pressioni di riempimento atriali sinistre onde mantenere un'adeguata gittata cardiaca.
La diastole è quella parte del ciclo cardiaco che inizia con la chiusura della valvola aortica e termina appena prima della chiusura della valvola mitrale, quando le pressioni fra atrio e ventricolo diventano eguali; è divisa in due parti:
- rilasciamento isovolumetrico
- fase auxotonica[3]
  - riempimento rapido
  - riempimento lento o diastasi
  - contrazione atriale o sistole atriale

Il rilasciamento è un processo attivo che richiede energia ed è sensibile a modifiche del precarico e dal postcarico: un elevato postcarico, come nell'ipertensione arteriosa, può portare ad un aumento delle pressioni di riempimento VS, con rallentamento del tempo di caduta pressoria. Vi è un parametro ecocardiografico che misura la velocità di caduta della pressione nel VS, il τ tau
Un τ> di 48 msec è considerato anormale.
Il riempimento passivo del VS è invece dipendente da diversi fattori: dalla "rigità miocardica", dalla dimensione e dalla forma della camera, dagli spessori del muscolo cardiaco e dalla pressione esercitata da ispessimenti del pericardio. In ultimo, la compliance del ventricolo dipende dalla composizione della "matrice extracellulare" e in particolare dalla quantità e qualità del collagene fibrillare, tutto ciò può, infatti, aumentare la rigità della camera

## Eziologia
La maggior parte delle cause sono piuttosto note: cardiopatia ischemica, ipertensione arteriosa, diabete mellito e ipertrofia cardiaca.
Per quanto riguarda l'ipertrofia cardiaca, studi recenti hanno dimostrato che si può ottenere un miglioramento immediato della funzione diastolica alla rimozione dell'ostacolo pressorio indotto dalla stenosi aortica
Una grande influenza viene riconosciuta all'età avanzata e al sesso femminile, che più frequentemente presenterebbe una FE conservata.
Differenze fra insufficienza cardiaca sistolica e insufficienza cardiaca diastolica
| Insufficienza cardiaca sistolica                      | Insufficienza cardiaca diastolica                       |
| ----------------------------------------------------- | ------------------------------------------------------- |
| Cuore dilatato                                        | VS di piccole dimensioni, Ipertrofia VS Concentrica     |
| Pressione arteriosa bassa o normale                   | Ipertensione arteriosa sistemica                        |
| Varie età; più comune negli uomini                    | Più comune nelle donne anziane                          |
| Frazione di eiezione ridotta                          | Frazione di eiezione normale, o solo lievemente ridotta |
| Ritmo di galoppo con terzo tono                       | Ritmo di galoppo con quarto tono                        |
| All'ecocardiografia: disfunzione sistolica prevalente | All'ecocardiografia: disfunzione diastolica             |
| Buona risposta alla terapia                           | Scarsa risposta alla terapia                            |
| Cardiopatia ischemica piuttosto frequente             | Cardiopatia ischemica non sempre presente               |

### Cardiomiopatie restrittive
Le cardiomiopatie restrittive colpiscono il miocardio e sono caratterizzate dal ridotto volume diastolico, o riempimento restrittivo.
Possono colpire uno o entrambi i ventricoli con funzione sistolica normale o quasi normale.
Vengono princincipalmente distinte in primitive e secondarie.

## Clinica

### Segni e sintomi
I sintomi dell'insufficienza cardiaca diastolica non si differenziano da quelli dell'insufficienza cardiaca sistolica, in particolare un paziente in fase di compenso può essere del tutto asintomatico. La dispnea, l'affaticamento, la palpitazione e la sincope possono evidenziarsi se presenti aritmie, fra le quali la più frequente è la fibrillazione atriale. Può essere presente il Segno di Kussmaul.

### Indagini diagnostiche

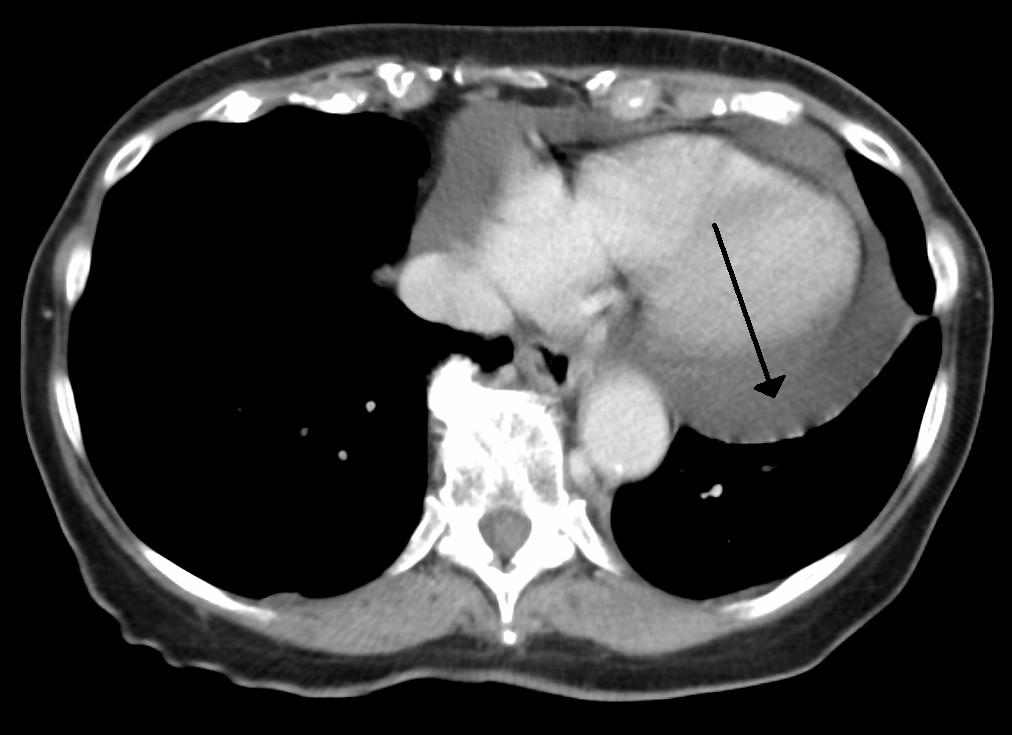
Versamento pericardico, immagine alla TAC

Abbiamo diversi esami di cui possiamo far uso, ma ovviamente ciò che necessita è un esame di screening che possa essere utilizzato con facilità e che ci possa permettere dei controlli ripetuti come l'ecocardiogramma, che è la metodica più idonea e più usata per la valutazione della funzione diastolica. In effetti è fondamentale documentare la presenza di valvulopatia, di condizioni patologiche del pericardio, come il versamento pericardico o il suo ispessimento, calcolare la massa ventricolare e la funzione sistolica: in assenza di alterazioni strutturali rilevabili, la diagnosi di insufficienza diastolica è improbabile.
I parametri eco-derivati sono numerosi e non sempre di facile interpretazione, i più noti sono:
1. Il Tempo di Rilasciamento Isovolumetrico (IsoVolumic Relaxation Time, IVRT) è l'intervallo fra la chiusura delle semilunari aortiche e l'apertura della mitrale[12]
2. Pattern di flusso transmitralico: con l'ecocolor Doppler cardiaco pulsato si analizza il riempimento ventricolare rapido, che corrisponde all'onda E, e la contrazione atriale, che corrisponde all'onda A. Da tale rapporto, E/A, si può risalire alle condizioni di alterato rilasciamento e/o di aumentata pressione VS
3. Il flusso venoso polmonare: il volume campione viene posizionato sulla vena polmonare destra nella proiezione apicale quattro camere. Un aumento della pressione tele-diastolica ventricolare induce delle modifiche sui parametri di flusso intra-atriali.

Altre metodiche di imaging vengono utilizzate nello studio della funzione diastolica: Cateterismo cardiaco, Risonanza magnetica nucleare e Tomografia assiale computerizzata. La biopsia endomiocardica viene di solito utilizzata, qualora si sospetti una malattia infiltrativa, come nella Cardiomiopatia restrittiva secondaria.

## Terapia
Nessuna terapia è risultata sicuramente efficace in caso di ICFEp, infatti non vi sono dati significativi provenienti da ampi studi controllati.
Gli approcci terapeutici sono gli stessi che vengono utilizzati per IC sistolica o per controllare le patologie sottostanti, che hanno portato alla disfunzione diastolica.
Per contenere i sintomi da congestione polmonare e da edema periferico vengono utilizzati: diuretici, ACE-inibitori e spironolattone. I β-bloccanti e i Calcio-antagonisti, tipo Verapamil e Diltiazem, rallentando la frequenza permettono di migliorare il riempimento distolico e quindi la gittata cardiaca.
Un discorso a parte con i glicosidi cardiotonici: il loro uso è stato progressivamente ridotto, sia per il loro ristretto indice terapeutico, che per l'inefficacia nel ridurre la mortalità.
L'indicazione principale per il loro utilizzo è legata alla capacità di controllare la frequenza cardiaca nella fibrillazione atriale, che è molto mal tollerata nei pazienti con disfunzione diastolica.
In generale gli inibitori del sistema RAAS, vengono utilizzati come anti-ipertensivi e per il loro effetto sulla riduzione dell'ipertrofia, come indicato nello studio CHARM che utilizzava il candesartan
L'emodialisi viene occasionalmente utilizzata nei casi di insufficienza cardiaca refrattaria.

### Indicazioni nella pratica clinica in corso di ICFEp
1. Trattare aggressivamente le patologie sottostanti: cardiopatia ischemica, ipertensione arteriosa e Malattie metaboliche
2. La terapia chirurgica deve essere riservata ai casi particolari come la stenosi aortica e la pericardite costrittiva (trattata con la pericardiocentesi), o nelle patologie delle arterie coronarie
3. Il trapianto cardiaco è stato utilizzato in pazienti con Cardiomiopatia restrittiva idiopatica